# إنغو ريكينبرغ
إنغو ريكينبرغ (بالإنجليزية: Ingo Rechenberg)‏ (من مواليد 20 نوفمبر 1934 في برلين) وهو باحث ألماني وأستاذ في مجال هندسة الإلكترونيات الحيوية. يعد إنغو ريكينبرغ رائداً في مجال الحوسبة التطورية والتطور الاصطناعي. في الستينيات والسبعينيات، ابتكر مجموعة مؤثرة للغاية من أساليب التحسين المعروفة باسم استراتيجيات التطور. نجحت مجموعته في تطبيق الخوارزمية التطورية على المشكلات الصعبة مثل تصميم الجناح الديناميكي. كانت هذه أول التطبيقات التقنية الخطيرة للتطور الاصطناعي، وهي مجموعة فرعية مهمة من مجال هندسة الإلكترونيات الحيوية التي لا تزال تنمو.
تلقى ريتشينبرغ تعليمه في جامعة برلين للتكنولوجيا وفي جامعة كامبريدج. منذ عام 1972، عمل أستاذاً متفرغاً في الجامعة التقنية في برلين، حيث ترأس قسم البيولوجية الالكترونية وتقنيات التطور.
تشمل جوائزه جائزة الإنجاز مدى الحياة لجمعية البرمجة التطورية (الولايات المتحدة، 1995) وجائزة رائدة الحوسبة التطورية لجمعية الشبكات العصبية (الولايات المتحدة، 2002). في عام 1954، أصبح ريكينبرغ أيضا بطل العالم في مجال الطائرات النموذجية.
وقد تم تكريم بالعنكبوت المتدحرج «سيبرينوس ريخينبيري» على شرفه، حيث قام بجمع عينات من الصحراء المغربية.

## وصلات خارجية
- Rechenberg's Bionic's Lab in Berlin (in German) and in English